# Kill your darlings (dramaturgi)
Kill your darlings är ett uttryck som används inom dramaturgi för film och litteratur, och handlar om att ta bort ord, meningar, scener och annat som av någon anledning tilltalar upphovspersonen men som inte tillför berättelsen något väsentligt.
Uttrycket har tillskrivits såväl filmregissören Ingmar Bergman som författaren William Faulkner, men kommer ursprungligen från den brittiske författaren Sir Arthur Quiller-Couch som 1916 i sin bok On the Art of Writing myntade uttrycket "Murder your darlings". Andra som tillskrivits eller populariserat uttrycket inkluderar: Allen Ginsberg, Oscar Wilde, Eudora Welty, G.K. Chesterton, Anton Tjechov och Stephen King.